# Cumari
Cumari é um município brasileiro do interior do estado de Goiás, Região Centro-Oeste do país.

## História
Originou-se do povoado de Três Maria mas um seminarista surgindo em 1827 num fazendo onde hoje é prefeitura com a construção da Estrada de Ferro Goyás 1908 e a instalação de uma estação mudando pra Samambaia, onde hoje está localizada a cidade Cumari. São considerados fundadores do povoado, Marcolino Martins Pereira, Francisco Dias da Silva e Sidnei Afonso (fonte: "Dossiê de Goiás", 1996).
Com a inauguração da estação ferroviária em 1913 o povoado ganhou grande impulso. Em 24 de setembro de 1927, Samambaia ganhou a condição de distrito de Catalão, mudando o nome para Cumari. Em 10 de dezembro de 1947 tornou-se Município autônomo, desmembrando-se de Goiandira, de cuja área passara a fazer parte desde março de 1931. O nome Cumari é um termo indígena originário de uma planta nativa da região, a pimenta Cumari.
O município de Cumari foi fundado a partir de um pouso de tropeiros que instalou-se na região por volta do final do século XIX. Esse pouso tornou-se conhecido por aqueles que conduziam boiadas em direção ao Triângulo Mineiro, ou que vinham de Minas adentrando terras de Goiás. 
O crescente movimento na região, o constante fluxo de pessoas, foi a oportunidade vislumbrada por Marcolino Martins Pereira: construiu um barracão para atender as necessidades dos tropeiros que passavam constantemente por ali. Este gesto empreendedor logo foi seguido por outros homens, que se fixaram na região, construindo outros barracões. 
O impulso principal para dar mais fôlego ao aglomerado que se formava onde antes apenas havia um pouso de tropeiros foi, certamente, a construção de uma Estação Ferroviária, inaugurada em 1913. 
A emancipação política veio em 10 de dezembro de 1947, quando Cumari tornou-se Município autônomo. 
Atualmente a cidade tem experimentado um sensível crescimento urbanistico. Dos anos 1980 para cá novos bairros surgiram: Vila Mutirão, Vila Nova Era, Setor Bela Vista, Setor Tempo Novo. 
As mudanças no embelezamento paisagístico da cidade também se processaram por causa da cobertura asfáltica, que atualmente recobre quase 100% da cidade.

## População
A população de Cumari hoje é de 2 837 habitantes (fonte: IBGE/2020).

## Geografia

### Localização
Situa-se na região sudeste do estado, na Microrregião de Catalão.
Está a 270 quilômetros de Goiânia.

### Rodovias
- BR-50
- GO-305
- GO-020

## Economia
A cultura do arroz e a produção de leite e gado de corte são a base da economia local.

## Folclore
Cumari festeja, no segundo domingo de janeiro, o dia consagrado a São Sebastião, no 1º domingo de maio a festa em homenagem à Santa Cruz na Fazenda Capoeirão, e no 2º domingo de julho festeja Nossa Senhora do Rosário. Durante a celebração da Festa de Nossa Senhora do Rosário, que ocorre no mês de julho, a cidade conhece o colorido das Congadas: em filas, os dançarinos de congo, com suas roupas coloridas, seu canto e a coreografia, passam dançando pelas ruas.

## Personalidades
Lúcia Vânia Abrão Costa, senadora por Goiás e Moisés Abrão, ex-senador pelo Estado do Tocantins, Pedrinho Abrão, ex-deputado federal por Goiás, são as personalidades locais de maior projeção fora do Município.
Nas últimas décadas destacaram-se à frente da administração municipal os prefeitos Cleide Abrão Tavares (Prefeita por dois mandatos), Antonio Ferreira Leão (Prefeito por três mandatos) e o Prefeito Marquinho do Bento, também prefeito em dois mandados (2009-2012 e 2013-2016).

## Ensino
A estrutura de ensino de Cumari está montada em 3 escolas, 2 estaduais e uma municipal.
Fazem parte da rede de ensino local o Colégio Estadual Getúlio Evangelista da Rocha, o Colégio Estadual Castro Alves e a Escola Municipal Gotinhas do Saber. Há, ainda, uma creche - Creche Escola Coração de Maria - , que atende a população.